# Ronan Parke
Ronan David Parke, född den 8 augusti 1998, är en engelsk sångare från Poringland, Norfolk, Storbritannien som kom tvåa i Britain's Got Talents femte säsong, Sveriges motsvarighet till tävlingen är Talang. Efter tävlingen rapporterades det att Ronan hade skrivit ett joint kontrakt med skivbolaget Sony Music.  Han släppte sitt debutalbum Ronan Parke den 24 oktober 2011. Den tredje maj 2012 bröts kontrakten mellan Ronan och Epic records och Syco på grund av att hans debutalbum inte sålde så bra som förväntat.